# Kozmatelke
Kozmatelke (románul: Cozma) falu Romániában, Maros megyében, Szászrégentől 15 km-re északnyugatra, Kozmatelke község központja.

## Története
1315-ben Kozmateluke, Kvzmateluke néven említették először. 1322-ben Kozmateleke, 1733-ban Kozma, 1808-ban Kozmatelke néven írták.
Első ismert birtokosai a Kökényesrenold nemzetség tagjai voltak, kik közül János fia Renold 1315-ben Báni-val együtt a birtokot az erdélyi püspökségre hagyta, majd 1322-ben Károly Róbert király a birtokot, mint "uratlan jószágot" a Kácsik nemzetségbeli Mihály fia Simon székely ispánnak adta.
1451-ben Harinai Farkas Tamás fia János zálogbirtoka volt, aki Kozmatelke-i birtokrészét - saját és apja lelki üdvéért - visszabocsátotta több részbirtokosnak.
Itt temették el 1661-ben Barcsay Ákos erdélyi fejedelmet.
1910-ben 1119, túlnyomórészt román lakosa volt.
A trianoni békeszerződésig Kolozs vármegye Tekei járásához tartozott.
1992-ben 476 lakosából 472 román, 3 cigány, 1 magyar volt.

## Nevezetességek
Itt hunyt el Barcsay Ákos (1610–1661), Erdély fejedelme.